# Dara Reneé

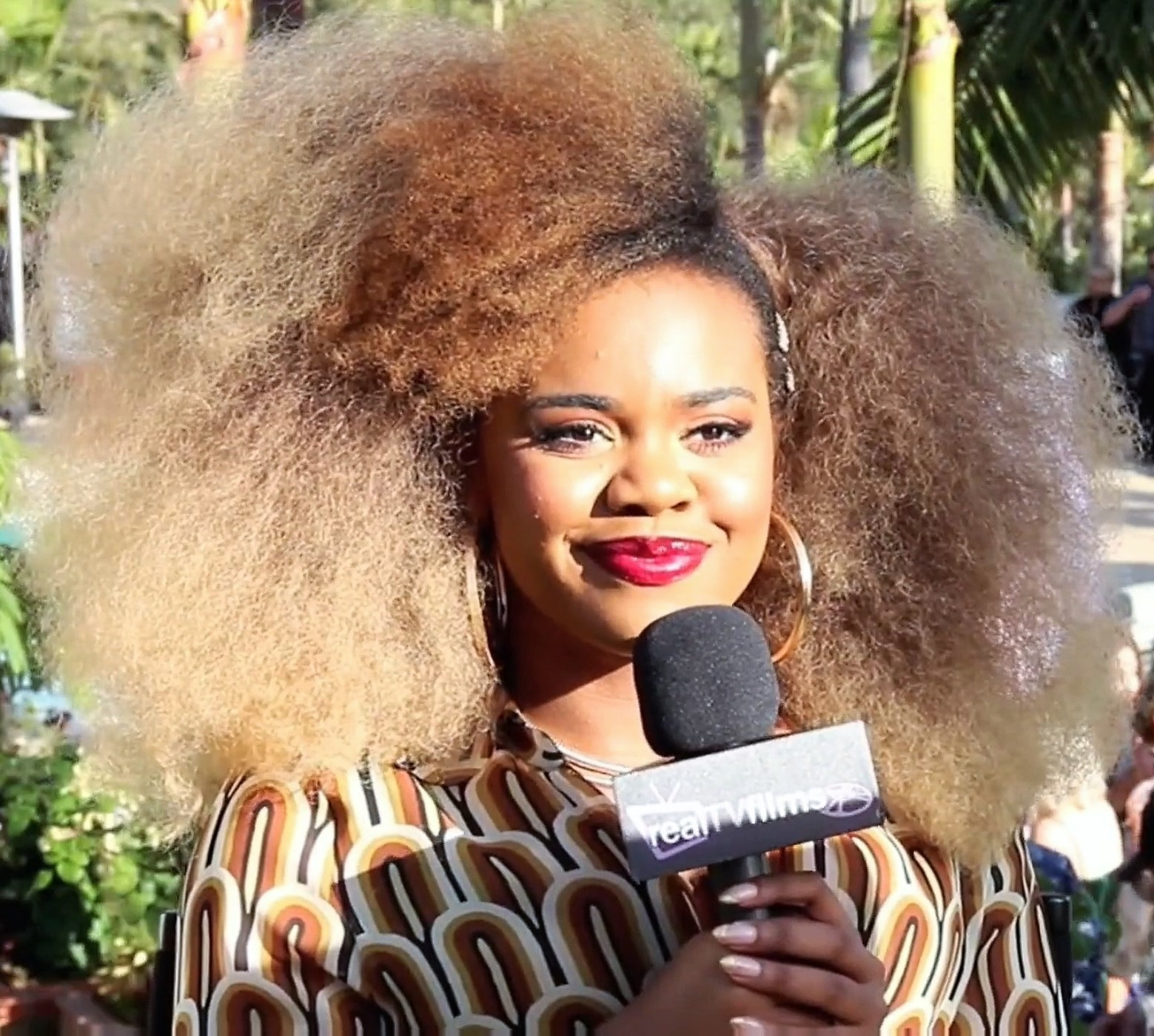
Dara Reneé, 2022

Dara Reneé (* 7. November 2000 in Kalifornien) ist eine US-amerikanische Schauspielerin. Bekanntheit erlangte sie durch ihre Rolle als Kourtney Greene in der Disney+-Serie High School Musical: Das Musical: Die Serie.

## Karriere
Reneé wurde in Kalifornien geboren und wuchs in Baltimore auf. Ihre Mutter ist die Schauspielerin und Synchronsprecherin Kimberly Brooks.
Reneé gab ihr Filmdebüt im Jahr 2018 als Savannah im Disney Channel Original Movie Freaky Friday – Voll vertauscht.
Im Februar 2019 wurde angekündigt, dass Reneé die Rolle der Kourtney in der Disney+-Serie High School Musical: Das Musical: Die Serie übernehme, die seit November 2019 ausgestrahlt wurde. Reneé sprach für die Rollen der Ashlyn, Gina und Kourtney für die Serie vor. Die Rolle der Kourtney, die sie letztendlich erhielt, sollte zunächst nur kurz in der Serie erscheinen, wurde dann jedoch zu einer Hauptrolle geändert.

## Filmografie
- 2018: Freaky Friday – Voll vertauscht (Freaky Friday)
- 2019: The Kids Are Alright (Fernsehserie, 1 Episode)
- 2019: Black-ish (Fernsehserie, 3 Episoden)
- 2019: My Stepfather's Secret
- 2019–2023: High School Musical: Das Musical: Die Serie (Fernsehserie)
- 2024: Descendants: The Rise of Red